# Claude-Antoine-François Jacquemet-Gaultier d'Ancyse
Claude-Antoine-François Jacquemet-Gaultier d'Ancyze, né le 19 avril 1706 à Arbois dans le diocèse de Besançon, mort à Château-Roux (commune de La Réorthe, Vendée) le 27 octobre 1775, ecclésiastique, fut évêque de Luçon de 1759 à 1775.

## Biographie
Il est le fils de Stéphane (ou Étienne) François Jacquemet, « marchand à Arbois comté de Bourgogne » et de Claude Gautier, mariés le 19 mai 1705 à Saint-Léger Triey.
L'origine de son double nom a suscité des « élucubrations répétées au cours des siècles » (André Duret) comme celle rapportée par l'abbé du Tressay.
Destiné à l'Église, il fait ses études à l'université de Paris et devient docteur en Sorbonne. Il est vicaire général de l'archevêque de Bourges lorsqu'il est nommé évêque de Luçon le 4 avril 1759 et consacré le 29 par Antoine-Clériade de Choiseul-Beaupré. Dans son diocèse il se consacre au rétablissement de l'orthodoxie et de la discipline religieuse après les divers conflits qui ont troublé l'épiscopat de Guillaume-Samuel de Verthamon de Chavagnac. Il publie des statuts synodaux et impose la liturgie parisienne. Il meurt dans sa maison épiscopale de Château-Roux (commune de La Réorthe, Vendée) et il est inhumé dans le caveau des évêques sous le chœur de la cathédrale de Luçon. Son testament est numérisé.